# Obleganje Konstantinopla (860)
Obleganje Konstantinopla leta 860 je bila edina večja vojaška ekspedicija Ruskega kaganata (grško Ῥῶς), zabeležena v bizantinskih in zahodnoevropskih virih. Casus belli je bila gradnja bizantinske trdnjave Sarkel, ki je omejila rusko trgovsko pot po Donu v korist Hazarjev. Opisi konflikta se v sodobnih in kasnejših virih precej razlikujejo, kar velja tudi za izid obleganja. 
Iz bizantinskih virov je znano, da je bil Konstantinopel na napad popolnoma nepripravljen in se zaradi nenehnih vojn z Arabci, vsaj na začetku, ni mogel učinkovito odzvati na napad Rusov. Rusi so izropali predmestje bizantinske prestolnice, se čez dan umaknili in ponoči nadaljevali z obleganjem. Napadi so izčrpali bizantinske čete in povzročili dezorganizacijo. Prenehanje obleganja in osvoboditev mesta se je v kasnejši pravoslavni tradiciji pripisalo čudežnemu posegu Bogorodice. 

## Ozadje
Prvi stik Rusov z Bizantinskim cesarstvom omenja hagiografsko delo  Življenje sv. Jurija Amastridskega. To naj bi se zgodilo leta 839. Čas napada kaže, da so bili Rusi obveščeni o šibkosti mesta, vendar v 840. in 850. letih niso prekinili niti komunikacijskih niti trgovskih poti. Napad Rusov leta 860 je zato Bizantince presenetil. Konstantinopelski patriarh Fotij I. je zapisal, da so bili Rusi "kot roj os". Bizantinsko cesarstvo se je v tem času trudilo zaustaviti napredovanje Abasidov v Mali Aziji. Marca 860 se je Arabcem nepričakovano predala posadka ključne trdnjave Loulon.  Aprila ali maja sta si obe strani izmenjali ujetnike in sovražnosti so se za kratek čas ustavile, potem pa je v začetku junija cesar Mihael III. zapustil Konstantinopel in odšel v Malo Azijo, da bi napadel Arabce.

## Obleganje
Rusi so Konstantinopel napadli ob sončnem zahodu 18. junija 860. Datum je vzet iz Bruseljske kronike in ga zgodovinarji sprejemajo kot dokončnega. Po Primarni kroniki Kijevske Rusije iz 12. stoletja se je napad zgodil leta 866. Rusko ladjevje je štelo okoli 200 plovil. Vojska je takoj po pristanku v Zlatem rogu začela pleniti in požigati predmestja Konstantinopla in ubijati domačine. Patriarh Fotij, ki ni mogel storiti ničesar, da bi odvrnil napadalce, je pozval svoje vernike naj roti Bogorodico, da reši mesto.  Ko so Rusi opustošili predmestja, so odpluli v Marmarsko morje in napadli Prinčeve otoke. Izropali so bivališča in samostane in vse ujete pobili. Dvaindvajset patriarhovih služabnikov so na ladjah razkosali s sekirami.
Napad je Bizantince presenetil "kot strela z jasnega", kot je zapisal Fotij.  Obramba mesta je bila zelo šibka, ker sta se cesarska kopenska vojska in mornarica vojskovali z Arabci v Mali Aziji. Ruska invazija se je nadaljevala do 4. avgusta, ko je nepričakovano prenehala. Fotij je rešitev mesta v eni od svojih pridig pripisal nebesom. 
V Fotijevih zapisih je prvič omenjeno ime Rus (grško Ῥῶς, Rhos). Pred tem so prebivalce step severno od Črnega morja imenovali Tavroskiti. Patriarh je poročal, da nimajo vrhovnega vladarja in da živijo v nekih oddaljenih severnih deželah.

## Kasnejše različice dogodkov
Kasnejši viri pripisujejo umik Rusov nenadni in hitri vrnitvi cesarja v oblegano mesto. Po celonočnem bdenju je cesar skupaj s patriarhom Fotijem vzel redko relikvijo iz Blahernske cerkve, kelih Matere Božje, in se z njim dotaknil vode Bosporja. Takoj zatem je nastal vihar, ki je potopil ruske ladje in mesto je bilo rešeno.
V kasnejših stoletjih se je govorilo tudi to, da je cesar pohitel v Blahernsko cerkev in ukazal v procesiji nesti obleko Device Marije vzdolž Teodozijevega obzidja. To različico je zapisal Jurij Amartol in je bila pomemben vir za Zgodovino minulih let.  Avtorji kronike so pripovedi dodali imeni Askolda in Dira, ker so verjeli, da sta leta 866 prav ona vladala Kijevu. Dogodek so po manipulaciji s kronologijo opisali kot prvi pohod Rusov proti bizantinski prestolnici. 
Čudežna rešitev Konstantinopla pred barbarskimi hordami se je v ruski ikonografiji pojavila brez jasne omembe, da bi te horde lahko prišle iz Kijeva. Še več! Ko so v 17. stoletju v Moskvo prinesli ikono Gospe iz Blaherne, je bilo rečeno, da je ta ikona rešila Carigrad pred vojaki "skitskega kagana ", potem ko je Mihael III.  molil k Materi Božji.

## Kritike
Fotij, očividec in udeleženec dogodkov, nikjer ne poroča o cesarjevi vrnitvi v oblegano prestolnico, kar popolnoma izključuje njegovo vključenost v dogodke. Ne govori niti o viharju. V pismu papeža Nikolaja I. cesarju Mihaelu III. z dne 28. septembra 865 se omenja samo nedavna plenitev mesta Konstantinopel s strani poganov (pagani), ki so odšli brez kakršnega koli maščevanja (nulla fit ultio). 
Razlogi za odhod Rusov niso znani. Zgodovinarji so predstavili različne različice: ali so se bali prihoda bizantinske vojske ali so bili zadovoljni z bogatim plenom ali pa so upali, da bodo s cesarstvom sklenili donosen trgovinski sporazum. Po nekaterih različicah bi Olegov legendarni zmagoviti pohod na Carigrad leta 907, znan izključno iz Zgodovine minulih let, lahko odražal spomine na napad iz leta 860.